# Ana Rivière Cinnamond
Anna Rivière Cinnamond (Barcelona, 1976) és una investigadora catalana, experta en zoonosi, membre de l'Institut d'Estudis Catalans des de 2022.

## Trajectòria
Va estudiar veterinària a la Universitat Autònoma de Barcelona i va completar els seus estudis a la AgroParisTech de França i amb un màster a la London School of Economics. Es va doctorar a la London School of Hygiene and Tropical Medicine, especialitzant-se en malalties zoonòtiques.
Un cop va finalitzar els seus estudis va treballar a Ministeri d’Agricultura de França. Ha treballat durant més de 20 anys a diverses agències de les Nacions Unides, com la FAO, l'OMS o l'OPS. Ha treballat Washington fent recerca sobre anàlisi epidemiològica de malalties amb potencial epidèmic i pandèmic, incloent la COVID-19. Actualment és delegada de l'OPS al Panamà.